# Bernd Kirschner
Bernd Kirschner (* 1980 in Memmingen) ist ein deutscher Künstler.

## Biografie
Bernd Kirschner wurde im oberschwäbischen Memmingen geboren und wuchs im nahen Aitrach auf. Er  studierte Malerei an der Staatlichen Akademie der Bildenden Künste in Stuttgart. 2006 erhielt er sein Diplom in Bildender Kunst. Er lebt und arbeitet in Berlin.
In den Jahren 2002 und 2004 erhielt Kirschner den Akademiepreis der Staatlichen Akademie der Bildenden Künste Stuttgart, 2009 den Förderpreis der Stadt Konstanz, 2011 das Beijing Studio Scholarship sowie 2011 und 2013 das  Atelierstipendium Künstlerhaus Edenkoben.

### Werke
Bernd Kirschners Malerei ist, mit Anleihen bei der metaphysischen und dem surrealistischen Malerei, gegenständlich. Phantastische Landschaften und Figurengruppen, welcher der Mythologie entnommen scheinen, herrschen vor. Seine Palette ist stark reduziert und unterstützt eine Grundstimmung aus Wasser, Nebel und Dunst.

### Publikationen
- Bernd Kirschner, other sources, Galerie Michael Schultz (Hg.), Berlin 2008, ISBN 978-3-939983-17-0
- Bernd Kirschner, Aero, Michael Schultz Gallery Seoul (Hg.), Seoul (Südkorea) 2010
- Bernd Kirschner, Lautes Schweigen, Galerie Michael Schultz (Hg.), Berlin 2012, ISBN 978-3-939983-53-8

### Ausstellungen (Auswahl)
- Beijing World Art Museum, Beijing, China (2013)
- Zhan Zhou Center of Contemporary Art, Beijing, China (2013)
- Kunstverein Uelzen (2012)[6]
- Kunstverein Radolfzell e.V. (2011)
- Röntgen-Museum, Neuwied (2010)
- Kunsthalle Rostock,  (2009)
- Neuwerk Kunsthalle e.V., Konstanz (2008)